# Cabeza de Uro
Cabeza de Uro o Cabeza de Buey (rumano: Cap de Bour, en inglés: Bull's Head, en francés: Tête de Taureau) es el nombre de la primera emisión del sellos moldavos y entonces rumanos, emitida en 1858.

## La primera edición
Moldavia y Valaquia estaban aún separadas como principados, ambas bajo gobierno otomano. En 1862 se unen en un nuevo estado Rumania.
22 de julio de 1858 en Iaşi, la capital de Moldavia, el primer sello rumano y moldavo fueron emitidas. Esto ocurrió 18 años más tarde, después de “Penny Black”, la primera estampilla del mundo, surgió en Gran Bretaña. 

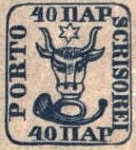
Cabeza de Uro, 1858. La segunda edición, texto en latín.

La primera emisión exhibe cabeza de uro con estrellas de cinco puntas entre los cornos, el escudo de armas de Moldavia en un círculo. La corneta de posta bajo él incluye el valor facial. Aproximadamente alrededor de la cabeza de uro un texto rumano “Porto scrisorei” en cirílico (“entrega de cartas”). Los cuatro valores nominales de esta primera emisión, de corta vida 100 días, son extraños: 27, 54, 81 y 108 parale. Una característica interesante son las facciones antropomórficas de la cabeza de uro.

## La segunda emisión
La segunda emisión consistió de tres, ahora de valores nominales de 5, 40 y 80 parale, haciendo la aritmética mental más fácil. Su forma cuadrada hizo posible un mejor corte de los pliegos impresos. El texto en rumano “Porto scrisorei” o “Porto gazetei” (en “Cap de Bour” de 5 parale; “entrega de los periódicos”) aquí aparece en latín. La unidad de valor “par” está en texto cirílico. La razón es que los Principados Rumanos bajo imperio otomano no podían acuñar monedas. Había diversas monedas de los países aledaños en circulación, predominantemente monedas de origen ruso.

## Ejemplar de periódico más caro del mundo
Un ejemplar del periódico “Zimbrulu şi Vulturulu” (“El Bison y el Águila”, donde el águila pertenece al escudo de armas de Valaquia), conteniendo dos corridas de ocho estampillas “Cap de Bour”, fue subastado al valor actual de 3 millones de euros en 2008. 

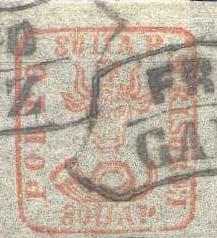
Sello de la segunda emisión matasellado de Galaţi, 1858
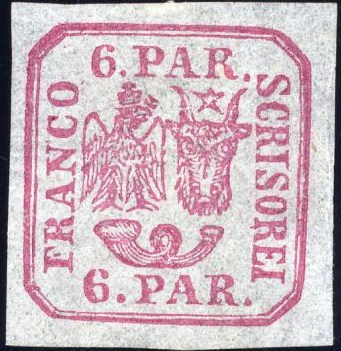
Estampilla de Rumania, 1862
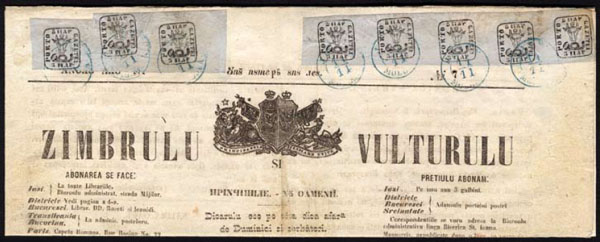
Periódico “Zimbrulu si Vulturulu” con los sellos “Cap de Bour”
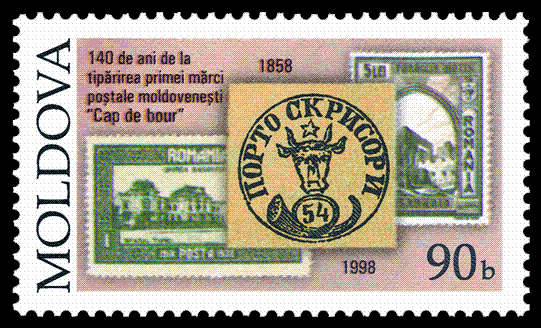
140 años del primer sellos moldavos “Cap de Bour”. Estampilla de Moldavia, 1998